# 先鋒級遠征快速運輸船
先鋒級遠征快速運輸船（英語：Spearhead-class expeditionary fast transport，缩写EPF）是美國海軍主導的造艦計劃，提供一個快速運輸平台，用於美國海軍及陸軍的支援所使用。遠征快速運輸船（EPF）計劃是一艘高速且吃水較淺的船，於戰區內提供中型貨運運輸。其速度將達到35-45節，並允許常規或特種部隊以及設備和補給的迅速運輸和部署。這些船隻是軍事海上運輸司令部海上運輸計劃的一部分。該級船以前被稱為“聯合高速船（JHSV） ”，於2015年9月改為現名。

## 设计

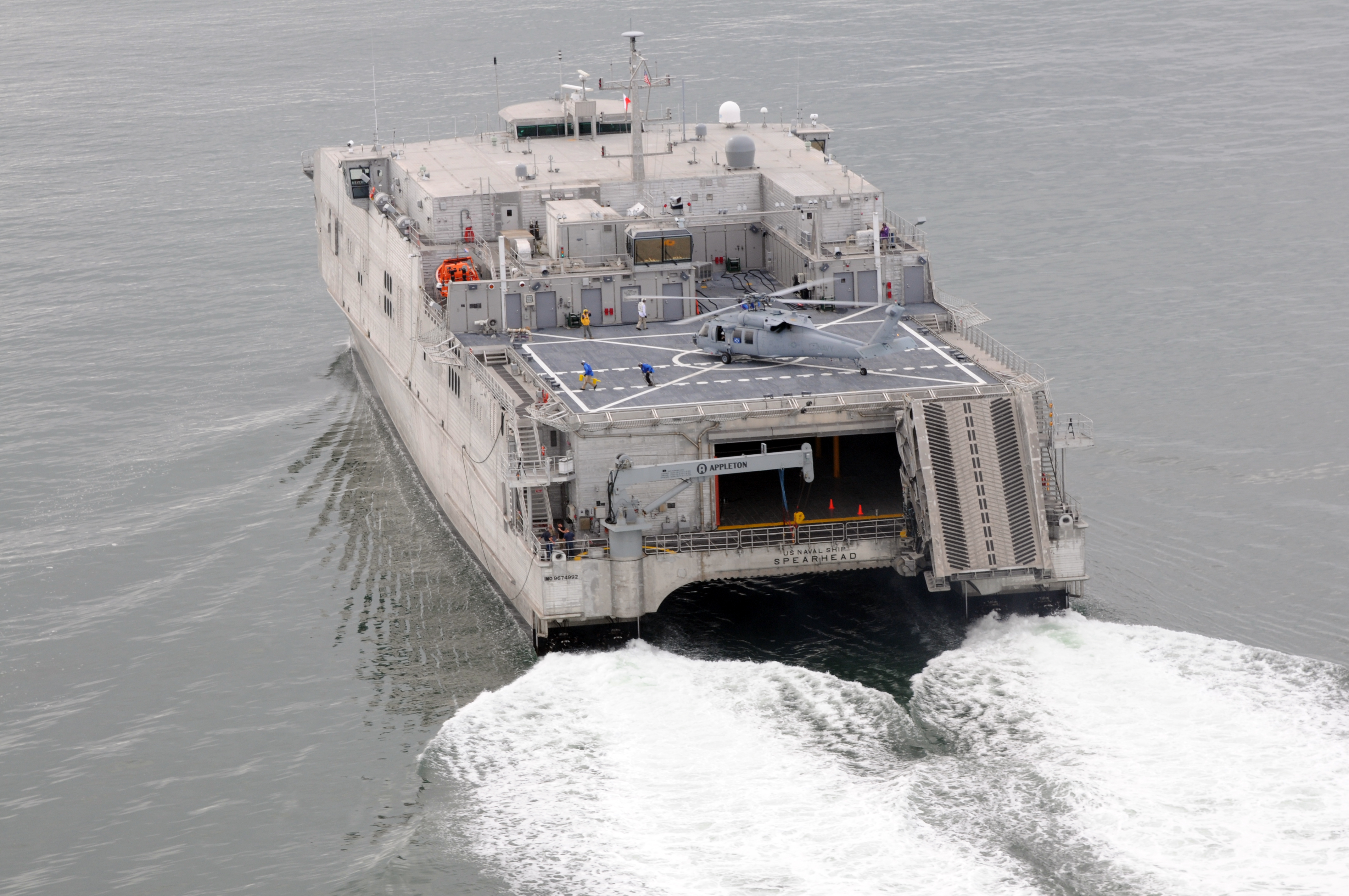
先锋级的后视图

### 运输性能

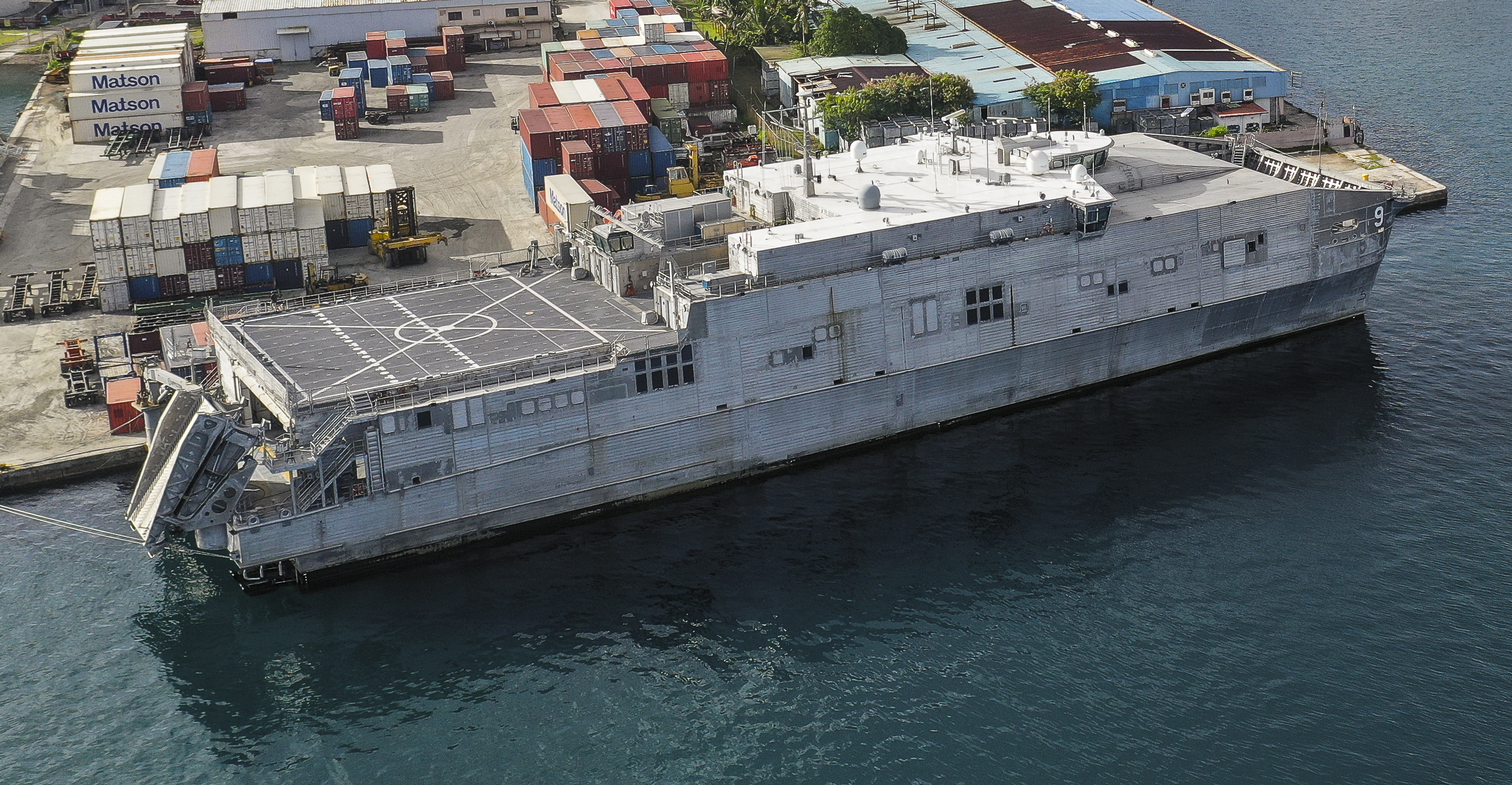
先锋级9号船俾斯麦城号在帕劳科罗尔州的商用港口

先锋级远征快速运输船可以运送美国陆军和海军陆战队的带车辆的连级部队，或者步兵营级部队。
其拥有一个直升机甲板和一个装卸坡道，可以让车辆快速上下船。该级运输船吃水浅（低于4.6 m），可以适用于发展中国家常见的码头。
其使用铝制双体船壳设计，有四个柴油发动机。其设施可以容纳40名船员，还可以配置312个飞机航班式样的座椅。其顶部有一个宽敞的飞行甲板。船的其他空间为1,900平方米的任务舱，可以根据任务需要装载不同货物。装卸坡道可以支持100吨重量的货物装卸。虽然是为46名军事船员设计的，但这些船通常只有26名船员。每艘船有104个永远座位。在无外界补给的情况下，可以支持312名人员在舰4天，或104名人员在舰14天。
截至 2014 年，先锋级的建造成本为1.8亿美元，年运营成本为2600万美元。

### 电子系统
先锋级的电子系统由通用动力任务系统提供。该设施集成了船舶的电子系统，包括：计算环境、内部和外部通信、电子导航、航空和武器系统、远程监视系统以及娱乐和培训系统。相同的通用动力系统架构也用于獨立級濱海戰鬥艦。

### 适航性
该型船只的一个缺点是在波涛汹涌的海面和高速航行时会不稳定。在平静海况10节的速度下，船体每侧可以倾斜4度，而传统船只的倾斜幅度很小。如果船在更恶劣的海况下以更快的速度航行，这种侧倾还会增加，从而增加晕船的可能性。虽然这可能导致其行动受到限制，并使其需要花费更多航行时间，但该型运输船的主要是用在滨海区域，还不是用作蓝水海军。

## 改进

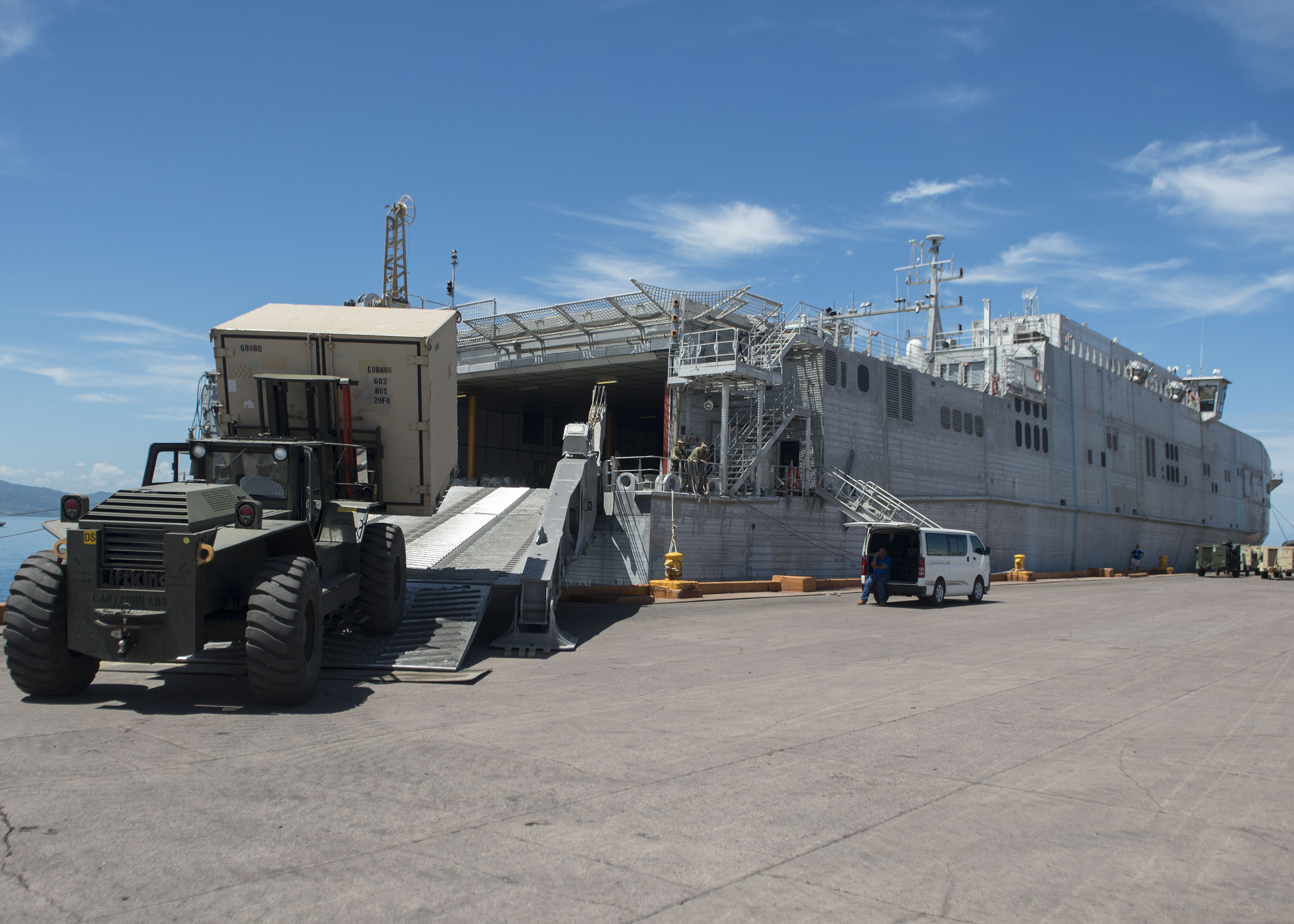
先锋级的装卸坡道

### 其他任务
美国海军第四舰队表示有兴趣使用先鋒級作为低成本船只在中美洲和南美洲执行缉毒任务。2013年5月，曾使用前期验证船“HSV-2”雨燕号双体船进行了一次禁毒巡逻，表明铝制双体船能够胜任该任务。
先锋级没有武器或防御系统来完成作战任务。海军正在寻求扩大其作用，包括为特种作战部队提供补给和执行人道主义援助任务。美国海军作战部长乔纳森·格林纳特建议使用这些船只执行反海盗任务，从而降低任务成本，无需再依赖蓝水海军。
对先锋级的任务适用性进行了各种探索，发现可以有效地执行主要战区内运输任务，但在执行其他的任务时却遇到了极大的困难。例如在使用機動登陸平台进行海上转运时，先锋级的装卸坡道在2-3级海况下无法有效使用，其只能在港口内的平静海面内进行使用。海军已经意识到当前坡道的局限性，并正在开发一种用于高达3-4号海况的装卸坡道。

### 两栖攻击
海军陆战队上将小约翰·帕克斯顿指出，先锋级是执行某些任务的“非常有能力的舰艇”，但指出作为两栖攻击舰的替代品存在一些缺陷，包括无法在高海况下作战、在潜在冲突水域中的生存能力有限、缺乏用于释放两栖车辆的坞舱，并且缺乏将车辆驶出坡道直接进入水中的能力。 由于飞行甲板的限制，该船不能支持MV-22魚鷹的起降。
美国海军陆战队正在正在研究对装卸坡道的改进，以使得两栖作战车辆（ACV）可以直接从船上驶入濒岸的水中。每艘先锋级可以装载20-30辆两栖作战车辆（ACV）。

### 二型改进
从T-EPF-14科迪号开始，生产的船型为先锋级二型（Flight II）。该改型使先锋级在保留该船大部分任务功能的同时，增加了医疗服务能力。这使得允许病人可以在船上得到救治，而不需要转运到在更高级别的设施中。和海军更大、更慢且无武装的医疗船相比，先锋级二型可以更快地响应到更多的地方。先锋级二型的设计包括升级医疗设施，增加对MV-22鱼鹰起降的支持，提供了11米刚性充气艇的释放和回收。

## 艦名列表
除了首舰USNS Spearhead先锋号外，其他均以美国地名命名。
| 舷号       | 舰名                             | 动工          | 下水           | 入役           | 状态       |      |
| 一型       | 一型                             | 一型          | 一型           | 一型           | 一型       | 一型 |
| ---------- | -------------------------------- | ------------- | -------------- | -------------- | ---------- | ---- |
| T-EPF-1    | 先锋号 USNS Spearhead            | 2010年7月22日 | 2011年9月12日  | 2012年12月5日  | 现役       |      |
| T-EPF-2    | 乔克托县号 USNS Choctaw County   | 2011年11月8日 | 2012年10月1日  | 2013年6月6日   | 现役       |      |
| T-EPF-3    | 米利诺基特号 USNS Millinocket    | 2012年5月3日  | 2013月6月5日   | 2014年3月21日  | 现役       |      |
| T-EPF-4    | 福尔里弗号 USNS Fall River       | 2013年5月20日 | 2014年1月16日  | 2014年9月15日  | 现役       |      |
| T-EPF-5    | 特伦顿号 USNS Trenton            | 2014年3月10日 | 2014年9月30日  | 2015年4月13日  | 现役       |      |
| T-EPF-6    | 不伦瑞克号 USNS Brunswick        | 2014年12月2日 | 2015年5月19日  | 2016年1月14日  | 现役       |      |
| T-EPF-7    | 卡森城号 USNS Carson City        | 2015年7月31日 | 2016年1月20日  | 2016年6月24日  | 现役       |      |
| T-EPF-8    | 尤马号 USNS Yuma                 | 2016年3月29日 | 2016年9月17日  | 2017年4月21日  | 现役       |      |
| T-EPF-9    | 俾斯麦城号 USNS City of Bismarck | 2017年1月18日 | 2017年6月7日   | 2017年12月19日 | 现役       |      |
| T-EPF-10   | 伯灵顿号 USNS Burlington         | 2017年9月26日 | 2018年3月1日   | 2018年11月15日 | 现役       |      |
| T-EPF-11   | 波多黎各号 USNS Puerto Rico      | 2018年8月9日  | 2018年11月13日 | 2019年12月10日 | 现役       |      |
| T-EPF-12   | 纽波特号 USNS Newport            | 2019年1月29日 | 2020年2月20日  | 2020年9月3日   | 现役       |      |
| T-EPF-13   | 阿巴拉契科拉号 USNS Apalachicola | 2021年1月21日 | 2021年11月13日 | 2023年2月16日  | 现役       |      |
| 二型       |                                  |               |                |                |            |      |
| T-EPF-14   | 科迪号 USNS Cody                 | 2022年1月26日 | 2023年3月20日  | 2024年1月11日  | 現役       |      |
| T-EPF-15   | 洛马角号 USNS Point Loma         | 2023年6月27日 | 2024年９月3日  |                | 裝修       |      |
| T-EPF-16   | 蘭辛號 USNS Lansing              | 2024年9月6日  |                |                | 在建       |      |
| 遠征醫療船 |                                  |               |                |                |            |      |
| T-EMS-1    | 貝塞斯達號 Bethesda              |               |                |                | 已授予合約 |      |
| T-EMS-2    | 巴爾柏號 Balboa                  |               |                |                | 已授予合約 |      |
| T-EMS-3    | 樸茨茅斯號 Portsmouth            |               |                |                | 已授予合約 |      |